# Доње Мекушје
Доње Мекушје је насељено место у саставу града Карловца у Карловачкој жупанији, Република Хрватска.

## Историја
До територијалне реорганизације у Хрватској налазило се у саставу бивше велике општине Карловац.

## Становништво
На попису становништва 2011. године, Доње Мекушје је имало 207 становника.

## Попис 1991.
На попису становништва 1991. године, насељено место Доње Мекушје је имало 300 становника, следећег националног састава:
| Попис 1991.‍ | Попис 1991.‍ | Попис 1991.‍ | Попис 1991.‍ | Попис 1991.‍ |
| ----------- | ----------- | ----------- | ----------- | ----------- |
|             |             |             |             |             |
| Хрвати      | Хрвати      |             | 288         | 96,00%      |
| Срби        | Срби        |             | 4           | 1,33%       |
| Југословени | Југословени |             | 1           | 0,33%       |
| Мађари      | Мађари      |             | 1           | 0,33%       |
| Украјинци   | Украјинци   |             | 1           | 0,33%       |
| непознато   | непознато   |             | 5           | 1,66%       |
| укупно: 300 |             |             |             |             |